# Cesare Garboli
Cesare Garboli (né à Viareggio le 5 avril 1928, mort à Rome le 11 avril 2004) était un écrivain, essayiste et critique littéraire italien.

## Biographie
Né à Viareggio en 1928, il s'implique dans le monde littéraire peu après avoir fini ses études secondaires : dans les premiers mois de 1951 il travaille comme rédacteur à l'Enciclopedia dello Spettacolo, sous la direction de Fedele et Sandro D'Amico. Entretemps, il collabore avec Eduardo De Filippo sur une œuvre qui, à leur grand regret, ne sera pas publié.
Le travail de Garboli se déroulera surtout dans le monde éditorial. Après avoir travaillé pour les maisons d'édition Feltrinelli, Vallecchi et Mondadori, en 1962 il devient directeur du magazine Paragone, fondé à Florence en 1959 par Roberto Longhi et Anna Banti. Il est aussi chargé d'une série de textes inédits, rares et inconnus pour l'éditeur Adelphi.
Après une brève période en 1967 où il travailla pour la revue Il Saggiatore, il fait une petite expérience éditoriale aux États-Unis, à la suite de laquelle il rentre en Italie et y dirige la publication d'une série appelée Scritture. Les articles et essais qu'il écrira en cette première partie de sa carrière pour des magazines et journaux seront publiés dans un volume, La stanza separata, par Mondadori.
L'année 1971 est très mouvementée pour Garboli ; il est constamment en voyage. Il enseigne la littérature à l'université de Macerata ainsi qu'au polytechnique de Zurich, il collabore avec Mario Soldati sur une émission télé et avec Mario Bava sur des scénarios de cinéma.
L'année suivante il dut démissionner de son travail dans les universités pour retourner à ses traductions chez Mondadori. Il traduit Shakespeare, Marivaux, Gide et Pinter, ainsi que Molière, un écrivain pour lequel il sentait une affinité particulière : en 1976, il publie Molière. Saggi e traduzioni chez Einaudi.
Il connaît le poète Sandro Penna, qui l'influence profondément. Il publie en 1984 Penna Papers, écrit à partir des années 1960 et fini après la mort de Penna. Il sera réédité en 1996.
Après la mort de Leonida Rèpaci en 1985, Garboli es appelé à diriger, avec Natalino Sapegno, le prestigieux prix Viareggio. Il y travaillera jusqu'à l'année de sa mort.
Il publie deux essais en 1990 : Falbalas. Immagini del '900, contenant des écrits sur des thèmes variés, et l'anthologie Trenta poesie familiari di Giovanni Pascoli, réédité en 2002, peu avant sa mort.
En 2001 il publie, chez Einaudi, quelques essais sous le titre de Ricordi tristi e civili : des discussions et des articles sur des évènements culturels et politiques des dernières décennies, un recueil des colloques et entrevues déjà publiés de 1972 à 1998.
Son dernier recueil d'essais, Pianura proibita (2002), gagne le prix Elsa Morante.
Dans les derniers mois de 2003, il continue à travailler malgré sa mauvaise santé. Il meurt le jour de Pâques, le 11 avril 2004.

## Œuvres
- La stanza separata (1971).
- Molière. Saggi e traduzioni (1976)
- Penna papers (1984 ; réédité en 1996)
- Scritti servili(1989)
- Trenta poesie famigliari di Giovanni Pascoli (1990)
- Falbalas. Immagini del Novecento (1991)
- Ricordi tristi e civili (2001)
- Storie di seduzione (2005 : posthume)

### Sources
- (it) Cet article est partiellement ou en totalité issu de l’article de Wikipédia en italien intitulé « Cesare Garboli » (voir la liste des auteurs).